# Ilave
Ilave é uma cidade do Peru, situada na região de  Puno. Capital da província de  El Collao, sua população em 2017 foi estimada em 20.968 habitantes.